# 京津都市間鉄道
京津都市間鉄道（けいしんとしかんてつどう、中文表記: 京津城际铁路、英文表記: Beijing–Tianjin Intercity Railway）は中華人民共和国の北京・天津間を結ぶ高速鉄道である。

## 概要
北京・上海間を結ぶ京滬高速鉄道計画を最大の目標とする中国の高速鉄道整備の初期の区間として、また今後の中国での旅客専用高速鉄道網（総延長17,500km）の試験プロジェクトとして、2005年7月4日に着工された。2007年12月10日に北京地区で、12月16日に天津地区で完工。旅客列車専用で、路線の延長距離は116.907km、建設費は14億3千万人民元（1.73億ドル）である。
2011年6月に開業した京滬高速鉄道も天津市を通るが、京津都市間鉄道とは別線である。北京側始発駅は両路線とも北京南駅であるが、天津側の駅は、京滬高速鉄道が天津西駅と天津南駅であるのに対して、京津都市間鉄道が天津駅（在来線天津駅と同じ）となっている。
2008年8月1日から運行を開始しており、路線の最高速度は350km/hであるが、営業運転では330km/hを上回らない。電化方式は交流電化25kV。設置駅は北京南、亦荘、永楽、武清、天津となっている。北京側のターミナルである北京南駅は、日本円で920億円にのぼる大規模な改良工事が行われ、2009年には北京地下鉄4号線の駅も開業した。天津側ターミナルの天津駅には、天津地下鉄2号線,3号線と津浜軽軌（延伸区間）が接続している。
京津都市間鉄道の路線は、中国側2社とドイツのシーメンスの連合企業が信号通信（ETCS Level 1採用）、電気設備などを受注している。車両にはICE3タイプのCRH3と、日本の技術に基づいたCRH2が投入されている。このうち、CRH2については安全走行可能な設計上の限界速度を超えた速度で運行がなされており、これについて技術協力元である東日本旅客鉄道（JR東日本）と川崎重工業からの抗議を受けたことから、2009年2月までにすべてのCRH2が他路線へと転属された。
2008年6月24日にCRH3が中国国内での鉄輪式としては最高新記録となる394.3km/hを記録した。　
2015年9月20日に延伸線である津浜都市間鉄道が開業し、天津市中心部から海に面した浜海新区まで23分（北京南駅からは1時間2分）で結ばれるようになった。
2018年8月8日、350km/hでの営業運転を再開した。

## 歴史
- 2005年7月4日 - 着工。
- 2007年12月10日 - 北京地区で完工。
- 2007年12月16日 - 天津地区で完工。
- 2008年8月1日 - 運行開始。

## 使用車両

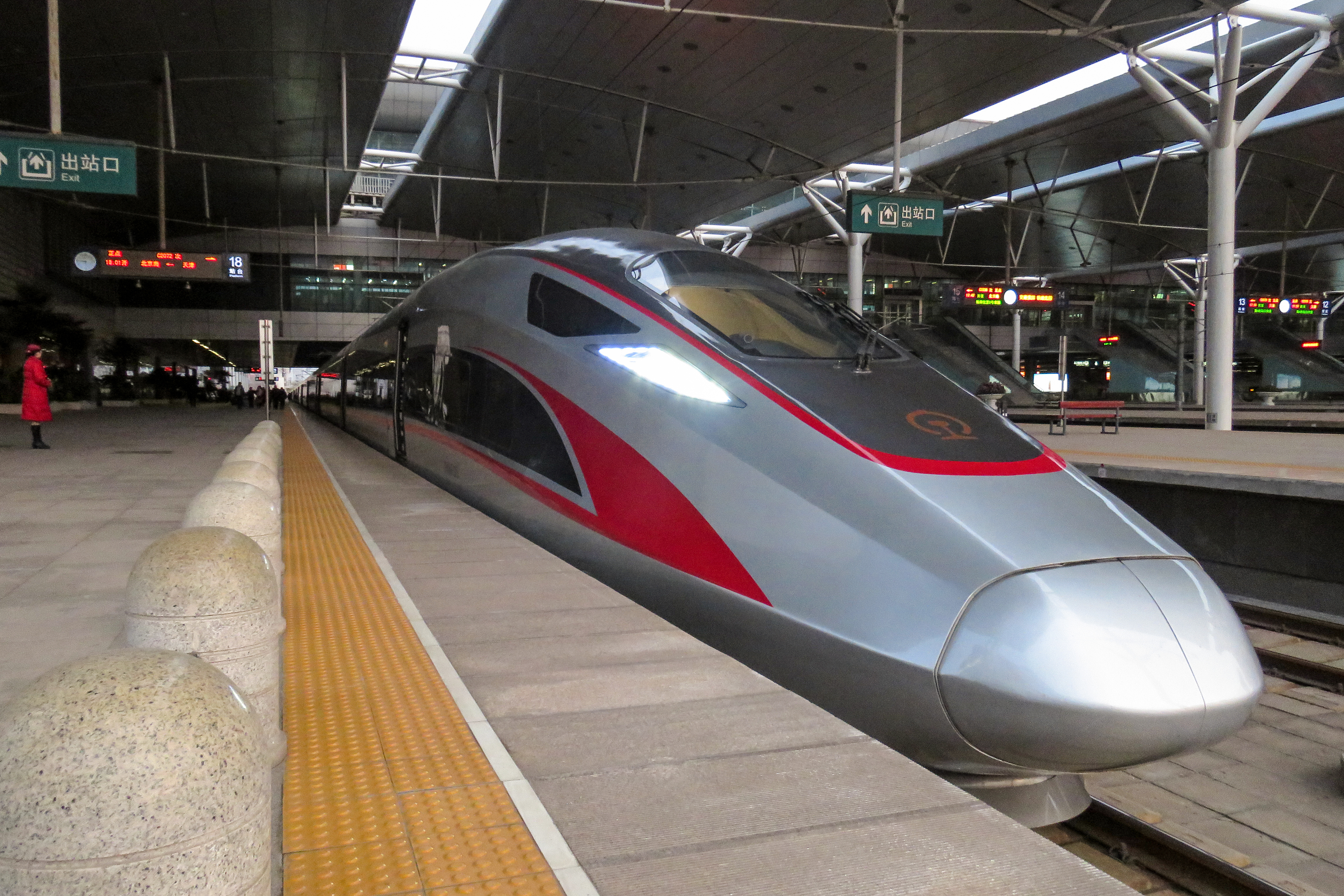
天津駅で出発を待つ中国高速鉄道CR400AF型電車

- 中国高速鉄道CR400BF型電車

### 過去に使用された車両
- 中国高速鉄道CRH2型電車
- 中国高速鉄道CRH3型電車
- 中国高速鉄道CR400AF型電車

## 駅一覧

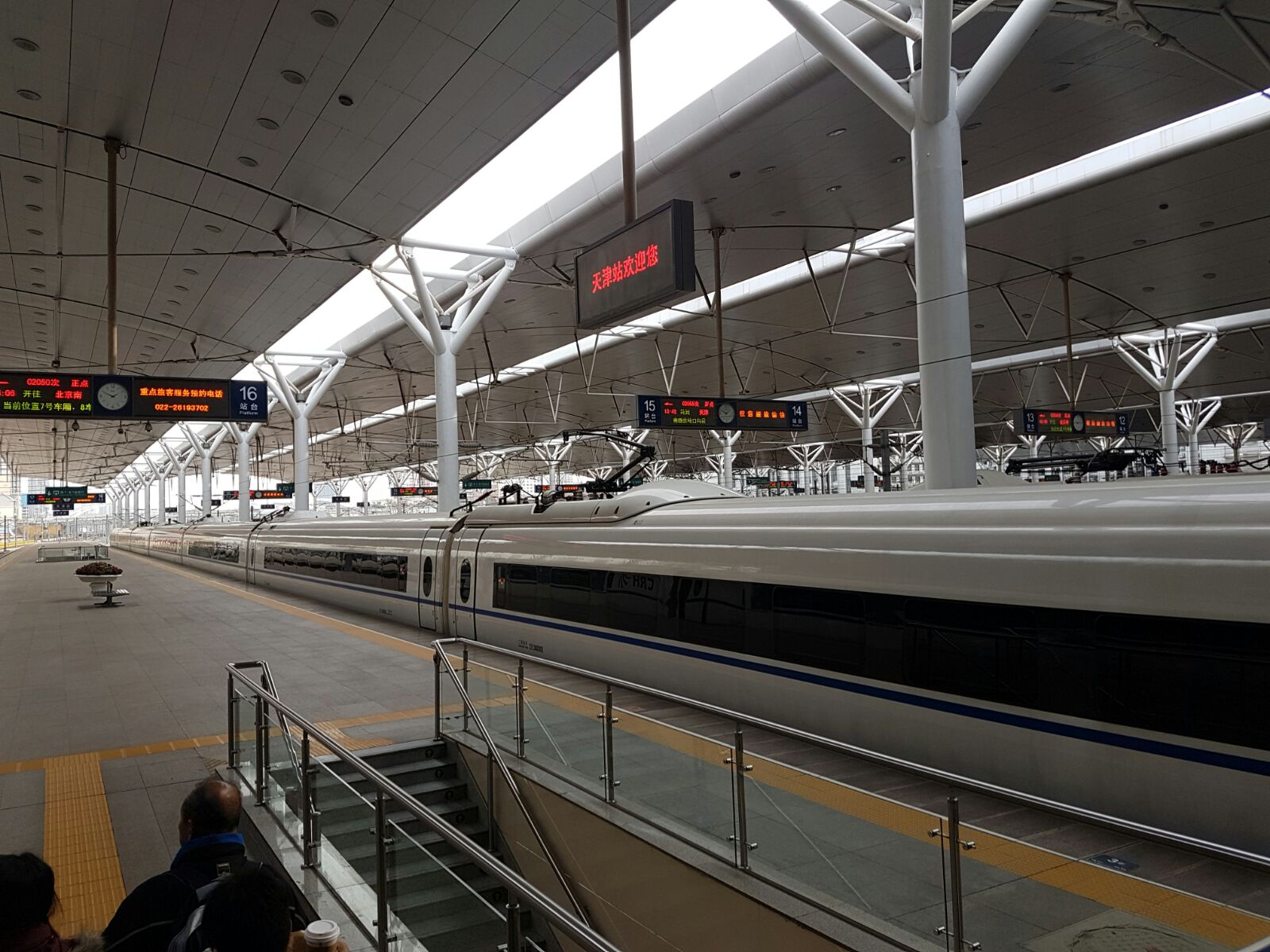
天津ターミナル駅

- 背景色が■で、かつ斜体字で表示している駅は現在施設が供用されていない、または完成していないことを示す。

| 駅名     | 駅名         | 駅名          | 駅間 キロ | 累計 キロ | 接続路線・備考                                                                                               | 所在地 | 所在地 |
| 日本語   | 簡体字中国語 | 英語          | 駅間 キロ | 累計 キロ | 接続路線・備考                                                                                               | 所在地 | 所在地 |
| -------- | ------------ | ------------- | --------- | --------- | --- | ------ | ------ |
| 北京南駅 | 北京南站     | Beijing South | 0         | 0         | 中国国鉄:■京滬線、■京広線、■豊沙線 ■京滬高速鉄道 北京地下鉄:■4号線、■14号線                                  | 北京市 | 豊台区 |
| 亦荘駅   | 亦庄站       | Yizhuang      | 22        | 22        | ■北京地下鉄亦荘線                                                                                            | 北京市 | 通州区 |
| 永楽駅   | 永乐站       | Yongle        | 計画中    | 計画中    | | 北京市 | 通州区 |
| 武清駅   | 武清站       | Wuqing        | 62        | 84        | | 天津市 | 武清区 |
| 天津駅   | 天津站       | Tianjin       | 36        | 120       | 中国国鉄:■津山線、■津薊線 ■津浜都市間鉄道 ■津秦旅客専用線 ■天津地下鉄2号線 ■天津地下鉄3号線 ■天津地下鉄9号線 | 天津市 | 河北区 |